# JK Sillamäe Kalev
Le JK Sillamäe Kalev est un club estonien de football basé à Sillamäe. Algimantas Briaunys y est l'entraineur depuis 2016.

## Bilan sportif

### Palmarès
- Championnat d'Estonie de football
  - Vice-champion : 2009
- Coupe d'Estonie de football
  - Finaliste : 2016

### Bilan européen
Note : dans les résultats ci-dessous, le score du club est toujours donné en premier.
| Saison    | Compétition  | Tour            | Club         | Domicile | Extérieur | Total  |
| --------- | ------------ | --------------- | ------------ | -------- | --------- | ------ |
| 2010-2011 | Ligue Europa | Deuxième tour Q | Dinamo Minsk | 0 - 5    | 1 - 5     | 1 - 10 |
| 2014-2015 | Ligue Europa | Premier tour Q  | FC Honka     | 2 - 1    | 2 - 3 ap  | 4E - 4 |
| 2014-2015 | Ligue Europa | Deuxième tour Q | FK Krasnodar | 0 - 4    | 0 - 5     | 0 - 9  |
| 2015-2016 | Ligue Europa | Premier tour Q  | Hajduk Split | 1 - 1    | 2 - 6     | 3 - 7  |

Légende
- Victoire ou qualification pour le tour suivant
- Match nul
- Défaite ou élimination de la compétition